# Guilly, Indre
Guilly là một xã ở tỉnh Indre khu vực trung bộ Pháp. Xã này có diện tích 20,64 km², dân số thời điểm năm 1999 là 223 người. Khu vực này có độ cao trung bình 130 mét trên mực nước biển.